# ТЕС Мельфі
41°3′59″ пн. ш. 15°42′43″ сх. д. / 41.06639° пн. ш. 15.71194° сх. д.
ТЕС Мельфі – теплова електростанція у центральній частині Італії у регіоні Базиліката, провінція Потенца. Станом на другу половину 2010-х виведена з експлуатації, проте існує проект подальшого використання майданчику для генерування електричної енергії.
У 1997 році на майданчику станції ввели в експлуатацію два енергоблоки з номінальною потужністю по 50 МВт, створені за технологією комбінованого парогазового циклу. Кожен з них мав одну газову турбіну із показником 42 МВт, яка через котел-утилізатор живила одну парову турбіну потужністю 13 МВт. Окрім виробітки електроенергії, станція постачала пару для потреб сусідніх промислових підприємств. 
Як паливо ТЕС використовувала природний газ. Зв’язок із енергомережею відбувався по ЛЕП, розрахованій на роботу із напругою 150 кВ.
В 2012-му наявні енергоблоки законсервували, а у 2015-му розпочався їх демонтаж. В 2019-му оголосили про наміри розмістити на майданчику 5 генераторних модулів потужністю по 18 МВт із двигунами внутрішнього згоряння. Їх завданням буде покриття пікових навантажень у енергосистемі.